# Vladimir Rudnev
Vladimir Sergeevich Rudnev (Moscú; 23 de enero de 1927-25 de mayo de 2004) fue un jugador y árbitro de fútbol soviético.

## Trayectoria
Durante su carrera como jugador, jugó en varios equipos de su país. Tras completarla, arbitró partidos desde 1967 hasta 1977.
Celebró desde 1974 alrededor de 20 partidos internacionales, incluidos Juegos Olímpicos y Copas europeas.

## Clubes como jugador
| Club                           | País            | Año       |
| ------------------------------ | --------------- | --------- |
| Trudovye Rezervy de Moscú      | Unión Soviética | 1945-1946 |
| Spartak de Moscú               | Unión Soviética | 1947-1952 |
| VVS Moscú                      | Unión Soviética | 1952      |
| Dynamo Leningrado              | Unión Soviética | 1953      |
| Trudovye Rezervy de Leningrado | Unión Soviética | 1954      |
| Spartak de Kalinin             | Unión Soviética | 1955-1956 |

## Palmarés

### Títulos nacionales
| Título                     | Equipo           | País            | Año  |
| -------------------------- | ---------------- | --------------- | ---- |
| Copa de la Unión Soviética | Spartak de Moscú | Unión Soviética | 1947 |
| Copa de la Unión Soviética | Spartak de Moscú | Unión Soviética | 1950 |